# 水月優希
水月 優希（みなつき ゆき、1967年2月12日  - ）は、日本の女性声優。プロダクション・タンク所属

## 出演作品

### テレビアニメ
- クラスターエッジ（婦人）
- マーメイドメロディー ぴちぴちピッチ ピュア（女の子A）

### 吹き替え
- 愛の神、エロス
- 吸血鬼の真実
- クローザー
- コールドケース2
- ジェリコ 閉ざされた街
- Shall We Dance? ※日本テレビ版
- ショウ・ボート（マグノリア）
- 真実のパイレーツオブカリビアン
- チェオクの剣
- 迫撃
- NIP/TUCK マイアミ整形外科医
- ミイラ・ファラオの秘密
- 名探偵モンク4
- U-571 ※2004年テレビ朝日版
- 我等の生涯の最良の年（ミリー）

### TV
- 菊次郎とさき
- 金スマ波瀾万丈
- 主治医が見つかる診療所
- 魔法戦隊マジレンジャー

### CMナレーション
- グリーンチャンネル・アグリネットステーションブレイク
- TBS番宣
- ムトウhappy QUEST

### ナレーション
- NEC
- 警察庁 子供安全ビデオマップ
- こどもちゃれんじ
- GEヘルスケア
- 首都大学東京
- 製品評価技術基盤機構
- 総務省統計局
- 電子広辞苑
- 富山市科学博物館
- 日本自動車販売協会連合会
- happy QUEST
- マツダ
- ろうきん

### 舞台
- 飯田家の最期（Air studio）
- おはなしがいっぱい（朗読・読み聞かせ公演）
- 銀行へ行こう!～うまい話はここにある～
- FAME（ＭＬＳ英語ミュージカル）

### その他
- 進研ゼミ入学準備ワーク（ＣＤ）
- はじめての起きてから寝るまで英語表現
- ポケモンとえいかいわ
- 速読英単語 必修編 （ＣＤ）